# Tremplin (sport)
Pour les articles homonymes, voir Tremplin.

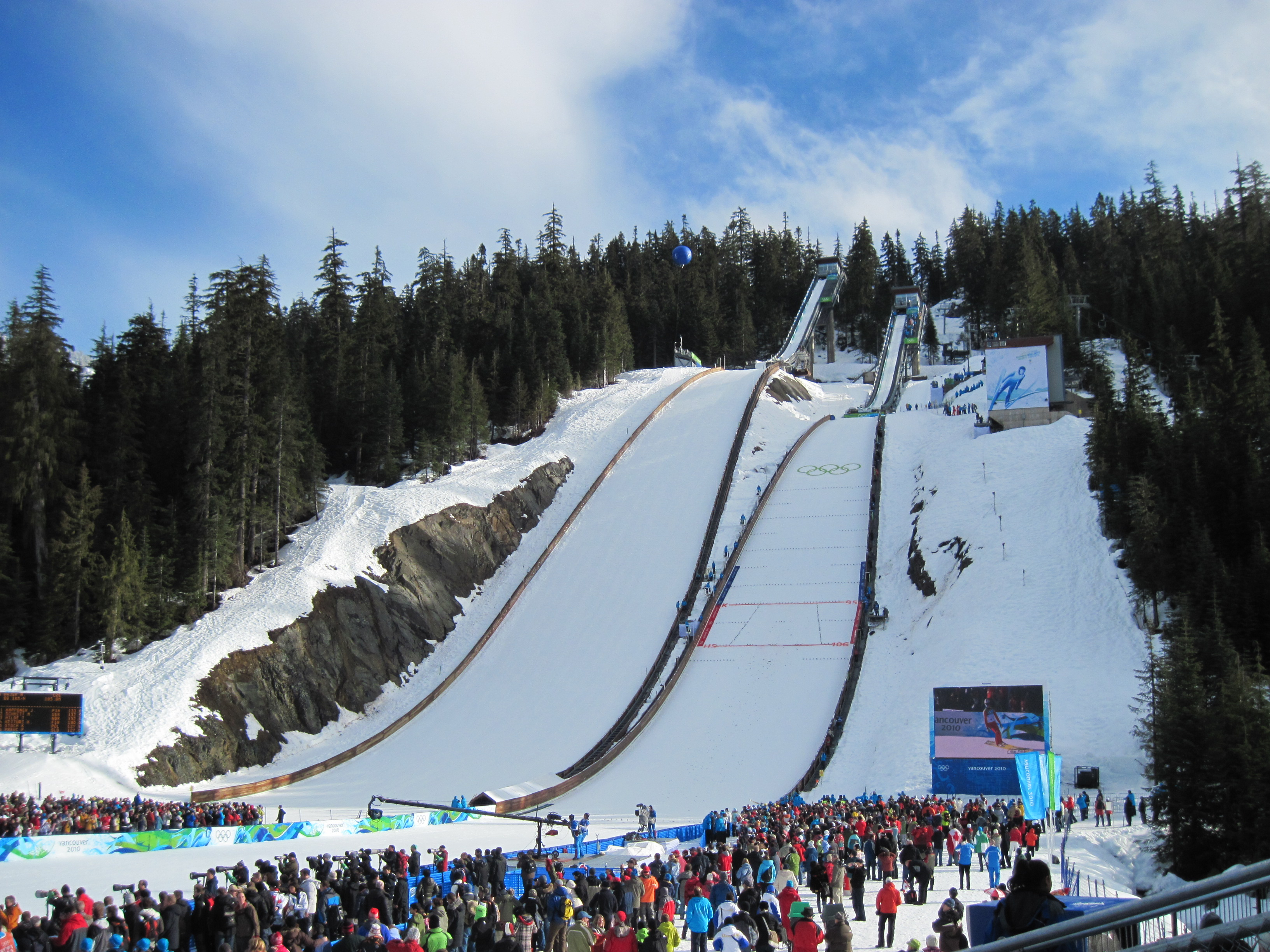
Tremplins de saut à ski de Whistler.

Un tremplin est une structure  depuis laquelle on s'élance pour effectuer des sauts, par exemple un tremplin de saut à ski, de ski acrobatique, de ski nautique.

## Description

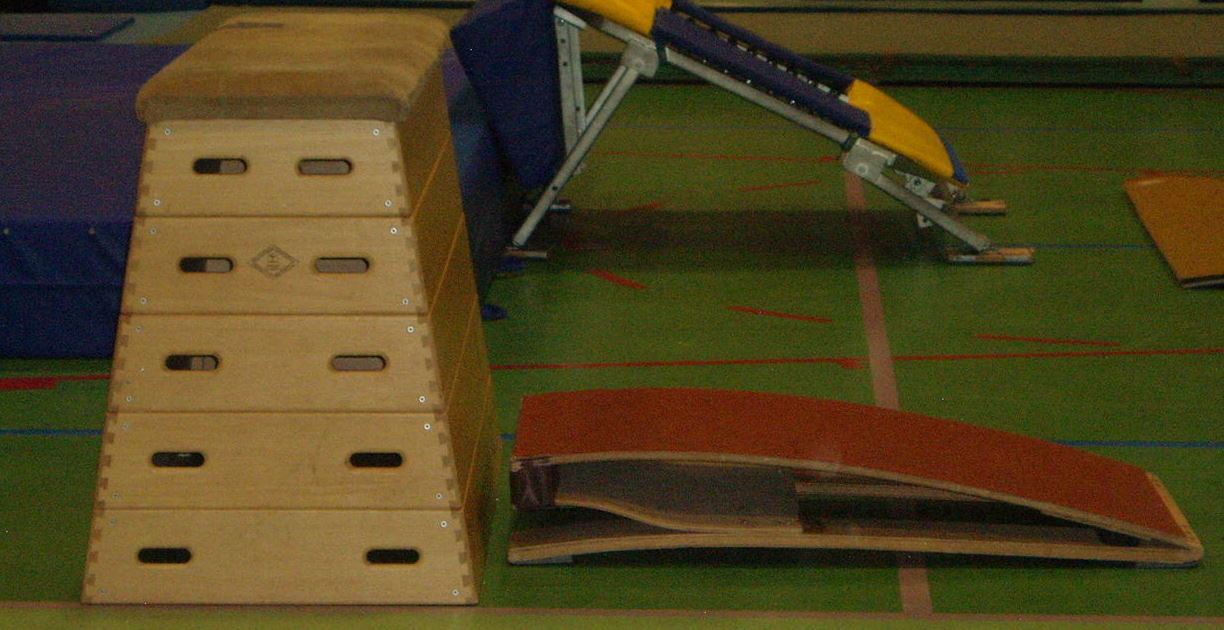
Un tremplin de gymnastique devant un caisson (plinth).

En gymnastique, un tremplin est un équipement comportant une planche souple et inclinée, sur laquelle les gymnastes bondissent pour s'élancer et faire des sauts.

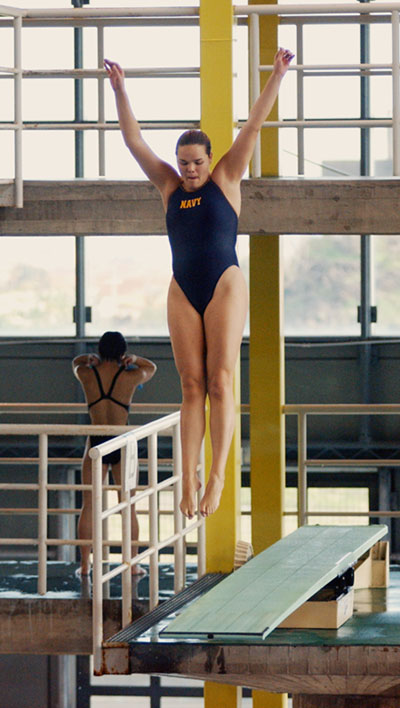
Départ au tremplin lors d'un plongeon.

On appelle également tremplin un équipement d'une piscine également composé d'une planche de souplesse réglable, de type Maxiflex-B, de hauteur 1 mètre ou bien 3 mètres, depuis laquelle les plongeurs s'élancent pour effectuer des plongeons.